# EudraVigilance
EudraVigilance (European Union Drug Regulating Authorities Pharmacovigilance) ist ein Informationsnetzwerk und Managementsystem, das als zentraler Dienst von der europäischen Arzneimittelagentur betrieben wird mit dem Ziel einer sicheren Arzneimittelanwendung im europäischen Wirtschaftsraum (EWR). Es dient der Verwaltung und Analyse von Meldungen über vermutete Nebenwirkungen von Arzneimitteln, die im EWR zugelassen sind oder in klinischen Studien geprüft werden.
EudraVigilance dient insbesondere:
- der elektronischen Übermittlung von Berichten über Nebenwirkungen vor und nach der Zulassung eines Arzneimittels  (auch von Verdachtsfällen) und deren systematischer Sammlung in einer gemeinsamen europäischen Datenbank
- der Bereitstellung dieser Informationen in unterschiedlichem Umfang für verschiedene Nutzergruppen (Behörden, Öffentlichkeit, Pharmazeutische Industrie)[2]
- der Erkennung von Arzneimittelrisiken

## Komponenten
EudraVigilance umfasst mehrere Komponenten.
- Das EudraVigilance Database Management System (EVDBMS)  ist das Kernstück  der europäischen Pharmakovigilanz-Datenbank. Es ermöglicht die standardisierte, elektronische und automatisierte  Datenübermittlung von sicherheitsrelevanten Informationen und besteht aus zwei Modulen:

1. Das „Modul Klinische Prüfung“ (EudraVigilance Clinical Trial Module, EVCTM) ist konzipiert zur Erfassung  von Meldungen über Verdachtsfälle von unerwarteten, schwerwiegenden Nebenwirkungen (Suspected Unexpected Serious Adverse Reactions, SUSARs) im Rahmen klinischer Studien
2. Das „Modul Postmarketing“ (EudraVigilance Post-Authorisation Module, EVPM) dient der Erfassung  von Meldungen (Individual Case Safety Reports, ICSRs) aus nicht-interventionellen Studien und Spontanmeldungen

- Das Extended EudraVigilance Medicinal Product Dictionary (XEVMPD) ist eine neue, erweiterte Variante des zum Juli 2011 geschlossenen Arzneimittelverzeichnisses EudraVigilance Medicinal Product Dictionary (EVMPD). Es wird für alle in den Ländern des europäischen Wirtschaftsraums zugelassenen Arzneimittel von den jeweiligen Zulassungsinhabern mit produktbezogenen Informationen gespeist. Dazu gehören  etwa Angaben zum Produktnamen, zum  Zulassungsinhaber und dessen  Pharmakovigilanzsystem, zu Art und dem Status der Zulassung, zur pharmazeutischen Formulierung und Stärke, zur Art der Anwendung und zu den Anwendungsgebieten, sowie zu den Wirk- und Hilfsstoffen. Für jeden Wirkstoff soll außerdem ein detaillierter substanzbezogener Datensatz mit administrativen und technischen Angaben angelegt werden. Das EU-Arzneimittelverzeichnis ist erforderlich im Zusammenhang mit der Zuordnung und Verarbeitung der in die EudraVigilance-Datenbank gemeldeten Nebenwirkungsfälle und soll bis zum 2. Juli 2012 fertig angelegt sein.
- Ein Verzeichnis für Prüfarzneimittel ist das EudraVigilance Investigational Medicinal Product Dictionary (EVIMPD).
- Das EudraVigilance  Data Analysis System (EVDAS) unterstützt die Früherkennung (Detektion)  von Arzneimittelrisiken aus der Datensammlung.
- Eine Plattform zur Veröffentlichung der Daten für die Allgemeinheit.[3]